# All of Me (brano musicale)
All of Me è uno standard jazz scritto da Gerald Marks e Seymour Simons nel 1931.
Registrato per la prima volta alla radio da Belle Baker, divenne uno dei brani più interpretati dell'epoca. Fu registrato da  Billie Holiday, Louis Armstrong, Frank Sinatra (cantata dall'attore pure nel film Lasciami sognare), Sarah Vaughan, Django Reinhardt,Ella Fitzgerald e Willie Nelson; in tempi più recenti è stato interpretato da George Benson, Pia Zadora, Michael Bublé e Pietro Condorelli.
All of Me fu anche la title track del film Ho sposato un fantasma del 1984, diretto da Carl Reiner e interpretato da  Steve Martin e Lily Tomlin: nella colonna sonora la canzone è interpretata da Joe Williams. All of Me è stata rifatta, tra le altre, in versione punk rock dalla band californiana dei Nofx.
Durante la prima incisione radiofonica, Belle Baker (che aveva da poco perso il marito in un incidente stradale) scoppiò a piangere commossa dal testo della canzone. Durante una puntata dello show britannico Later... with Jools Holland la cantante colombiana Shakira ha proposto parte del brano con la partecipazione, al piano, dello stesso conduttore Jools Holland.

## Testo
(All of Me)

## Progressione armonica
All of me è uno standard jazz non molto popolare nel jazz contemporaneo, forse per la sua relativa non conformità alla progressione II-V-I (che riveste un ruolo centrale nel jazz moderno e un'insolita struttura ABAC: inoltre la sua fama è legata soprattutto a interpretazioni vocali o di piano solistico (Art Tatum, Erroll Garner) del genere after hours, tipi di esecuzione meno frequentati nel jazz moderno.
Il genere del brano è swing, e gli accordi più comunemente accettati dai musicisti sono i seguenti:
| A | C6 | %   | E7  | %  | A7  | %   | Dm7 | %          |
| B | E7 | %   | Am7 | %  | D13 | %   | Dm7 | G7         |
| A | C6 | %   | E7  | %  | A7  | %   | Dm7 | %          |
| C | F6 | Fm6 | Em7 | A9 | Dm7 | G13 | C6  | (Dm7 : G7) |

Un'alternativa è:
| A | C6            | %         | E7    | %  | A7                 | %   | Dm7 | %          |
| B | Bm7b5 : Dm7b5 | Fdim : E7 | Am7   | %  | D13 : D7#9#5 :: D9 | D9  | Dm7 | G7 : G7+   |
| A | C6            | %         | E7    | %  | A7                 | %   | Dm7 | %          |
| C | F6            | Bb13      | Cmaj7 | A9 | Dm7                | G13 | C6  | (Dm7 : G7) |